# Heimo Dolch
Heinrich Moritz Dolch, conhecido pelo apelido Heimo (Leipzig, 20 de julho de 1912 – Bad Honnef, 2 de abril de 1984), foi um físico e teólogo católico-romano (teologia fundamental) alemão.

## Vida
Dolch estudou física a partir do final de 1930 em Dresden e Leipzig. Completou seu estudo em 1936 com um doutorado, orientado por Werner Heisenberg. Aparentemente Heisenberg despertou seu interesse em teologia, pois imediatamente após seu doutorado começou a estudar teologia na Philosophisch-Theologische Hochschule Sankt Georgen dos jusuitas em Frankfurt am Main. Seus estudos foram interrompidos pela Segunda Guerra Mundial. Após prestar o serviço militar e ter sido prisioneiro de guerra, seguiu o estudo de teologia em Paderborn.

## Obras
- Participação em Andreas Gerardus Maria van Melsen: Atom, gestern und heute. Die Geschichte des Atombegriffs von der Antike bis zur Gegenwart.
- Das Wunder: eine Hilfe für den Unterricht. 1953.
- Kausalität im Verständnis des Theologen und der Begründer neuzeitlicher Physik; Besinnung auf die historischen Grundlegungen zum Zwecke einer sachgemässen Besprechung moderner Kausalitätsprobleme. 1954.
- Sonne steh still: 400 Jahre Galileo Galilei; sein heutiges Bild. 1964.
- Teilhard de Chardin im Disput. Köln, 1964.
- Volk Gottes. Zum Kirchenverständnis der katholischen, evangelischen und anglikanischen Theologie. Festgabe für Josef Höfer. 1967.
- Der Glaube des Teilhard de Chardin. Wiesbaden : F. Steiner, 1971.
- Grenzgänge zwischen Naturwissenschaft und Theologie. gesammelte Aufsätze, 1986.